# Pimelodus
Pimelodus é um gênero de bagres da família Pimelodidae.

## Espécies
- Pimelodus absconditus - Azpelicueta, 1995
- Pimelodus albicans - (Valenciennes, 1840)
- Pimelodus albofasciatus - Mees, 1974
- Pimelodus altissimus - Eigenmann & Pearson, 1942
- Pimelodus argenteus - Perugia, 1891
- Pimelodus atrobrunneus - Vidal & Lucena, 1999
- Pimelodus blochii - Valenciennes, 1840
- Pimelodus brevis - Marini, Nichols & La Monte, 1933
- Pimelodus britskii - Garavello & Shibatta, 2007
- Pimelodus clarias
- Pimelodus coprophagus - Schultz, 1944
- Pimelodus fur - (Lütken, 1874)
- Pimelodus garciabarrigai - Dahl, 1961
- Pimelodus grosskopfii - Steindachner, 1879
- Pimelodus halisodous - Ribeiro, Lucena & Lucinda, 2008
- Pimelodus heraldoi - Azpelicueta, 2001
- Pimelodus jivaro - Eigenmann & Pearson, 1942
- Pimelodus joannis - Ribeiro, Lucena & Lucinda, 2008
- Pimelodus maculatus - Lacepède, 1803
- Pimelodus microstoma - Steindachner, 1877
- Pimelodus mysteriosus - Azpelicueta, 1998
- Pimelodus navarroi - Schultz, 1944
- Pimelodus ornatus - Kner, 1858
- Pimelodus ortmanni - Haseman, 1911
- Pimelodus pantaneiro - Souza-Filho & Shibatta, 2007
- Pimelodus paranaensis - Britski & Langeani, 1988
- Pimelodus parvus - Boulenger, 1898
- Pimelodus pictus - Steindachner, 1876
- Pimelodus pintado - Azpelicueta, Lundberg & Loureiro, 2008
- Pimelodus platicirris - Borodin, 1927
- Pimelodus pohli - Ribeiro & Lucena, 2006[1]
- Pimelodus punctatus - (Meek & Hildebrand, 1913)
- Pimelodus stewarti - Ribeiro, Lucena & Lucinda, 2008
- Pimelodus tetramerus - Ribeiro & Lucena, 2006